# کوروجاک (چلیخان)
کوروجاک (به ترکی استانبولی: Korucak) (به کردی: Rutikan) یک منطقهٔ مسکونی کردنشین در ترکیه است که در چلیخان واقع شده‌است.